# 沖縄市民会館
沖縄市民会館（おきなわしみんかいかん）は、沖縄県沖縄市に存在する沖縄県最大のワンスロープ式多目的ホールである。大ホール（1フロア・1,545席）、中ホールが存在する。八重島公園に隣接している。

## 交通
胡屋バス停下車徒歩15分、または銀天街（コザ十字路）バス停より沖縄市循環バス中部ルートに乗り換え沖縄市民会館下車